# Новий роман
«Новий роман» (фр. Le nouveau roman) або Антироман — жанровий різновид французького модерного роману другої половини 40—70-х XX ст.

## Філософська сутність
«Новий роман» — це умовний термін для позначення художньої практики письменників 1950-х-1970-х років, що замість техніки традиційного роману, яка, на їхню думку, вже вичерпалася, запропонували прийом творення тексту без сюжету та героя.
Його представники (Наталі Саррот, Ален Роб-Ґріє, Мішель Бютор, Клод Сімон, Робер Пенже та ін.) не тільки відкидали «бальзаківський» реалістичний підхід, але і заперечували модерністський дискурс (у Франції виражений яскраво в першу чергу в екзистенціалістській традиції роману) з його увагою до суб'єкта. В антиромані немає «відображеної дійсності», конфлікту, сюжетних колізій, зав'язки чи розв'язки, немає героя, його вмотивованих вчинків, емоцій. Ален Роб-Ґріє так пояснював філософський принцип «нового роману»: «Світ більше не є ані значимим, ані абсурдним, він просто є». Таким чином «новий роман» з одного боку був явищем пізнього модернізму, а з іншої сторони — початком постмодернізму в європейській літературі.

## Історія
Термін «антироман» запровадив Ж.-П. Сартр у передмові до роману «Портрет невідомого» Наталі Саррот (1947).
Ф. Моріак використовував термін «Новий роман».
Відомий дослідник А. Б. Бенго у післямові до твору «Молой» С. Беккета (1951) розкрив мету Антироману:
|  | Вона полягає не в тому, щоб пояснювати [...]. Романісти уже не створюють "персонажів", не відображають більше "фабул..." |

.

## Приклади творів школи «нового роману»
В естетиці нового роману важливе місце посідає експеримент: традиційна класична техніка розповідної прози усувається, натомість застосовуються прийоми безгеройної і безфабульної розповіді. Виник жанр, де йдеться про способи написання твору, — «роман про роман», «передроман», що складається з міркувань автора, як він пише чи як його слід було б писати, щось середнє між есе і романом («Ревнощі», «У лабіринті» А. Роб-Грійє; «Золоті плоди» Наталі Саррот).
Новий роман протиставляє себе і в аспекті змалювання людини за зразками класичного роману. Внаслідок цього структура роману А. Роб-Грійє виповнюється нагромадженим зображенням самоцінних речей, важливих не тим, чиї вони, а тим, що вони існують. Речі у його творах панують над людьми. І сама людина перетворюється на річ. Цей напрям називають школою речей, шозизмом (фр. chose), тобто фетишизацією предметів, нібито важливіших і стабільніших за людину, наділених містичною владою над спустошеною особою і тому усунутою із центру роману, очищеного від людських емоцій та ідей.
Іншу жанрову структуру роману використовує Наталі Саррот — «напіврозмову», потік свідомості, «тропізми», внутрішню діалогічну стихію підсвідомого тощо. Вона підкреслює невірогідність малюнка, що претендує на відтворення рухомої дійсності, бо писати слід про незавершені порухи душі: тільки вони справжні. А досягнувши свідомості, вони костеніють в оманливих і звичних формулюваннях.
М. Бютор створив поліфонічні тексти, передавши мозаїку сприймань, охоплень, роздумів, що витворюють своєрідну «міфологему» певної цивілізації. За допомогою цих прийомів письма такі неороманісти, як М. Бютор («Зміна»), К. Сімон («Дорога Фландрії»), Наталі Саррот («Чи чуєте їх?»), досягли змістової майстерності. Однак деякі письменники, як Ф. Соллерс, Ж. Рікарду, з їх «новим романом» зазнали творчої поразки: абсолютизована відмова від духовного світу людини обернулася суцільним шозизмом.

## Представники
- Семюел Беккет Samuel Beckett
- Жерар Бессетт Gérard Bessette (зарахований деякими криктиками)
- Мішель Бютор Michel Butor (романи першого періоду творчості)
- Жан Кайроль Jean Cayrol (зарахований деякими криктиками)
- Марґеріт Дюрас Marguerite Duras (деякі твори споріднені з цією школою)
- Тоні Дювер Tony Duvert (зарахований деякими криктиками)
- Жан Лаґроле Jean Lagrolet (зарахований деякими криктиками)
- Клод Олльє Claude Ollier
- Робер Пенже Robert Pinget
- Жан Рікарду Jean Ricardou
- Ален Роб-Ґріє Alain Robbe-Grillet
- Наталі Саррот Nathalie Sarraute
- Клод Сімон Claude Simon
- Катеб Ясін Kateb Yacine (зарахований деякими критиками)
- Ле Клезіо J.M.G. Le Clézio (близький до цієї течії, переважно творчістю 1960-х років)

Три представники цього напрямку стали лауреатами Нобелівської премії з літератури: Семюел Беккет, Клод Сімон та Ле Клезіо.
«Новий роман» завершив свій розвиток в 70 роках XX століття. Тож авторів XXI століття не слід зараховувати до цієї школи.